# Mihail Kendighelean
Mihail Kendighelean (în rusă Михаил Васильевич Кендигелян) (n. 4 octombrie 1941, Congaz, județul Cahul) este un om politic găgăuz din Republica Moldova, care a îndeplinit funcția de președinte al Adunării Populare din UTA Gagauz-Yeri în perioada 1999-2002.

## Activitatea politică
Mihail Kendighelean s-a născut la data de  4 octombrie 1941, în satul Congaz din plasa Traian, județul Cahul, Regatul României. Este de profesie cadru didactic. A lucrat ca profesor și ca director de școală.
A fost membru al Partidului Comunist din Uniunea Sovietică. În anii 1989-1990 a participat împreună cu Ivan Burgudji, Gheorghe Stomatov și Leonid Dobrov la mișcarea de renaștere a poporului găgăuz. La 12 noiembrie 1989 participă la Congresul I al poporului găgăuz, care proclamă înființarea RSS Găgăuzia ca parte componentă a RSS Moldovenească. Este unul din organizatorii primului Congres al deputaților poporului din partea de sud a Moldovei.
După ce autonomia Găgăuziei a fost acceptată de Parlamentul Moldovei, la 25 mai 1995, a avut loc primul tur al alegerilor pentru funcția de Guvernator al Găgăuziei, concomitent cu alegerile în Adunarea Populară a autonomiei. Nici unul din cei 4 candidați pentru funcția de guvernator (Gheorghe Tabunșcic, Mihail Kendighelean, Dumitru Croitor și Stepan Topal) nu a întrunit numărul necesar de voturi pentru a fi ales din primul tur. Ca urmare, la data de 11 iunie 1995, în turul doi de scrutin au participat cei doi candidați mai bine clasați: Gh.Tabunșcic și Mihail Kendighelean, iar cu 64% de voturi în funcția de Guvernator al Găgăuziei a fost ales Gheorghe Tabunșcic (inaugurarea în funcție a avut loc la 19 iunie 1995). Stepan Topal nu a reușit nici măcar calificarea în al doilea tur de scrutin.
La data de 22 august 1999, se desfășoară alegerile ordinare pentru funcția de Guvernator al UTA Găgăuzia, în primul tur participând 6 candidați (Dumitru Croitor, Gheorghe Tabunșcic, Mihail Kendighelean, Constantin Taușanji, Ilia Stamat, Piotr Sarî).
În cel de-al doilea tur de scrutin, desfășurat la 5 septembrie 1999, Dumitre Croitor, viceministru al afacerilor externe, este ales cu 61,54% din voturi, câștigând confruntarea cu bașcanul în funcție Gheorghe Tabunșcic. A fost învestit în funcția de Bașcan la 24 septembrie 1999.

## Președinte al UTA Gagauz-Yeri
În anul 1999, Mihail Kendighelean este ales ca președinte al Adunării Populare a UTA Gagauz-Yeri.
La 31 ianuarie 2002, un grup din 21 de deputați din Adunarea Populară a Găgăuziei i-au acordat un vot de neîncredere Guvernatorului Găgăuziei și au stabilit pentru data de 24 februarie 2002 organizarea referendumului de revocare din funcție a lui Dumitru Croitor. În ziua respectivă majoritatea secțiilor de votare au fost închise, autoritățile locale (executive) din autonomie luând măsuri pentru zădărnicirea referendumului. Pentru aceste acțiuni ulterior lui Dumitru Croitor, Mihail Kendighelean, Ivan Burgudji le-au fost intentate dosare penale, însă numai Ivan Burgudji a fost condamnat la închisoare, celelalte dosare fiind mai târziu clasate.
În anul 2001 accede la putere în Republica Moldova Partidul Comuniștilor, unul din deputații în Parlament pe lista PCRM fiind ex-Guvernatorul Găgăuziei Gh. Tabunșcic. În regiunea autonomă găgăuză, Partidul Comuniștilor obține 80,5% din voturile alegătorilor, media pe țară fiind de 50%.
În luna ianuarie 2002, s-a produs o sciziune în Adunarea Populară a Găgăuziei. Majoritatea deputaților, în frunte cu Ivan Kristioglo, nu a putut adopta hotărâri, deoarece acestea nu erau aprobate de conducerea Adunării Populare, iar minoritatea, în frunte cu președintele legislativului Mihail Kendighelean, nu putea activa în lipsă de cvorum. În consecință, activitatea legislativă și executivă în autonomie a fost blocată pentru o perioadă de cinci luni.
La 31 ianuarie 2002, un grup din 21 de deputați din Adunarea Populară a Găgăuziei i-au acordat un vot de neîncredere Guvernatorului Găgăuziei și au stabilit pentru data de 24 februarie 2002 organizarea referendumului de revocare din funcție a lui Dumitru Croitor. În ziua respectivă majoritatea secțiilor de votare au fost închise, autoritățile locale (executive) din autonomie luând măsuri pentru zădărnicirea referendumului. Pentru aceste acțiuni ulterior lui Dumitru Croitor, Mihail Kendighelean, Ivan Burgudji le-au fost intentate dosare penale, însă numai Ivan Burgudji a fost condamnat la închisoare, celelalte dosare fiind mai târziu clasate.
În luna aprilie 2002, executivul Găgăuziei și-a dat demisia în bloc. Bașcanul Dumitru Croitor urma să prezinte noua componență a executivului, însă nu a făcut acest lucru, deoarece Direcția pentru justiție a constatat că Adunarea Populară a acceptat demisia încălcând legislația.
La data de 23 mai 2002, deputații din Adunarea Populară (AP) a Găgăuziei au votat pentru demiterea lui Mihail Kendighelean din funcția de președinte al organului legislativ al autonomiei, care deținea această funcție din anul 1999. Pentru demiterea lui Kendighelean au votat 24 de deputați, iar împotriva acestei decizii - opt deputați. Potrivit Regulamentului Găgăuziei și Regulamentului Adunării Populare, pentru adoptarea unei astfel de hotărâri sunt necesare 23 de voturi.
La 21 iunie 2002, sub presiunile interne și ale autorităților centrale, Dumitru Croitor demisionează din funcția de Guvernator al Găgăuziei, motivând oficial prin faptul că Adunarea Populară ignoră opinia sa în cazul adoptării deciziilor și îi respinge orice inițiative.

## Prezent
Începând din decembrie 2006, Mihail Kendighelean este consilier pe probleme sociale al bașkanului Găgăuziei, Mihail Formuzal.